# Meerkamp
Meerkampen zijn series onderling samenhangende onderdelen van de atletiek, die in een vastgestelde volgorde binnen een bepaald tijdbestek moeten worden afgewerkt. Voor elk onderdeel is een puntentelling ontworpen die beoogt om gelijkwaardige prestaties eenzelfde aantal punten toe te kennen. De winnaar is degene die het hoogste puntentotaal behaalt.

## Officiële meerkampen
De officiële meerkampen worden over de loop van twee dagen afgewerkt. Het zijn bij de mannen de tienkamp en bij de vrouwen de zevenkamp en de tienkamp. De tienkamp voor vrouwen is sinds 2001 een officieel onderdeel, maar heeft nog niet veel aandacht van de atletes gekregen en is ook geen onderdeel van de grote kampioenschappen. Bij de indooratletiek zijn de officiële tweedaagse meerkampen een zevenkamp voor de mannen en een vijfkamp voor de vrouwen. Bij de vrouwen is er ook een zevenkamp, maar er geldt hetzelfde als bij de vrouwentienkamp: het nummer leeft nog niet.
Buiten IAAF-verband is er nog een officiële organisatie voor de dubbele meerkampen: bij de mannen is dat de twintigkamp en bij de vrouwen zijn er de veertienkamp en ook de twintigkamp. Deze rond 1980 ontworpen monstermeerkampen bevatten alle destijds gebruikelijke onderdelen. In de twintigkamp zitten de acht courante loopnummers van 100 m tot en met 10000 m, drie hordenummers, de steeplechase, vier springonderdelen en vier werponderdelen. Deze dubbele meerkampen worden meestal over twee dagen afgewerkt, maar ook eendaagse wedstrijden komen voor.

## Onofficiële meerkampen
Er bestaan nog enkele gestandaardiseerde eendaagse meerkampen. Tegelijk met het vaststellen van de onderdelen van de tienkamp is in 1914 een vijfkamp ontworpen, deze bestaat uit verspringen, speer, 200 m, discus en 1500 m; bij de masters (35-plussers) is deze vijfkamp een officieel kampioenschapsonderdeel. Bij de vrouwen is de oude vijfkamp nog een officiële meerkamp bij de masters; deze bestaat uit het korte hordenummer, hoog, kogel, ver en 800 m.
Amerikaanse werpers hebben gewichtwerpen ingevoerd om tot een werpvijfkamp te kunnen komen. Vooral bij de masters is deze meerkamp populair.
Als test doen meerkampers soms een wedstrijd in een zeer korte tijd, een bliksemmeerkamp. In de strenge variant is het bij de mannen een tienkamp waarin het slotnummer, de 1500 m, binnen een uur na aanvang van de meerkamp gestart moet zijn, bij de vrouwen moet het zevende onderdeel binnen veertig minuten gestart zijn. In een minder strenge variant nemen ook de vrouwen een uur, of de limiet wordt voor mannen en vrouwen op twee uur gezet.
Indoor bestaat er voor mannen een semi-officiële eendaagse vijfkamp, bestaande uit 60 m horden, ver, kogel, hoog en 1000 m.
Junioren werken geen volledige tien- of zevenkamp af, maar deze jeugdmeerkampen zijn niet internationaal gereguleerd. In Nederland komt er bij de jongens elke tweejaarscategorie een onderdeel bij, zodat pas bij de oudsten (18-19 jaar) een tienkamp wordt afgewerkt. Bij de meisjes is er bij de 14-15-jarigen al een zevenkamp, maar net als bij de jongens zijn er aanpassingen om de wedstrijd niet te zwaar te maken: de 200 m bijvoorbeeld wordt vervangen door een 150 m.
Naast de genoemde meerkampen kunnen ad hoc meerkampen samengesteld worden. Bij wedstrijden in Nederland komen spring- of werpdriekampen geregeld voor, of sprinttweekampen. Bij de jongste jeugd worden, althans in Nederland, alle wedstrijden in meerkampvorm gehouden. Bij clubkampioenschappen worden soms zeer exotische meerkampen afgewerkt om iets
te bieden te hebben voor sprinters én afstandlopers, technici én lopers. Bij al deze ad-hocmeerkampen wordt ofwel gebruikgemaakt van de IAAF-puntentelling ofwel van enigszins vergelijkbare tellingen. In Nederland is dat de vorige versie van de IAAF-telling, maar uitgebreid met veel meer atletieknummers.

## Extra regels
Bij elk onderdeel gelden de normale regels voor dat onderdeel, behalve dat er bij de werpnummers en horizontale springnummers maar drie pogingen zijn. Bij de looponderdelen mag één valse start gemaakt worden, iedere volgende valse start leidt tot diskwalificatie. Verder zijn er regels voor het geval dat meerkampers met een gelijk puntentotaal eindigen, zoals Jolanda Keizer overkwam bij het EK<23 van 2007. In zo'n geval wint degene die op het grootste aantal nummers de meeste punten heeft gescoord. Geeft dat geen uitsluitsel, dan telt het hoogste puntental van een enkel onderdeel. Brengt ook dit geen beslissing, dan wordt gekeken naar het onderdeel met het op een na hoogste puntental, enzovoort.
Als een atleet aan een nummer van de meerkamp niet deelneemt, wordt hij/zij gediskwalificeerd. Eventuele voorafgaande prestaties tellen dan niet meer mee.
Een andere extra regel gaat over de windmetingen. Tot 2010 was het zo dat buiten de meerkamp 2,0 meter per seconde als maximale rugwind was toegestaan, maar in de meerkamp 4,0. Dat is per 2010 geworden: gemiddeld mag in de meerkamp de wind de 2,0 meter per seconde niet overschrijden. Het kan dus voorkomen dat bijvoorbeeld bij de horden met heel veel rugwind wordt gelopen, maar als de wind bij verspringen en de sprint veel minder gunstig was (of zelfs tegen stond), dan zal het gemiddelde toch de 2,0 niet overschrijden.

## Puntentelling
Een tijd op de 100 m vergelijken met een hoogte bij het hoogspringen is appels met peren vergelijken, maar de meerkamptelling probeert de onvergelijkbaarheden echter toch zo goed mogelijk in punten uit te drukken. Gepoogd wordt om de prestaties van de specialisten op bepaalde onderdelen, van de modale meerkampers én van beginnelingen allemaal een vergelijkbaar en tevens eerlijk aandoend puntental toe te kennen. De eerste officiële tienkamptelling van 1912 was een lineair systeem, voortbouwend op eerdere probeersels. Deze telling is in 1920 al gereviseerd. Tegenstrijdigheden in de tabellen hebben in 1934 tot een nieuw systeem geleid, maar dat is in 1950 reeds vervangen en dát alweer in 1962. Het grootste nadeel van het toenmalige systeem was het verschil tussen de loop- en de technische onderdelen: bij de looponderdelen leverde een topprestatie veel extra punten op maar bij de technische onderdelen maakte het juist steeds minder uit als beter gepresteerd werd. Nog wat andere nadelen van het gevolgde systeem vroegen ook om een aanpassing en dat heeft geleid tot het huidige systeem, dat sinds 1984 geldt. Er wordt nu gebruikgemaakt van vrij eenvoudige machts functies.
De formules zijn van deze vorm:
- Looponderdelen: a(b–T)c waarin T staat voor de gelopen tijd in seconden
- Springonderdelen: a(M–b)c waarin M staat voor de sprongprestatie in centimeters
- Werponderdelen: a(D–b)c waarin D staat voor de werpafstand in meters

In de formules staan a, b en c voor coëfficiënten die verschillen per discipline. Deze coëfficiënten zijn zodanig gekozen dat van topper tot beginneling de puntenwaardering een redelijke indruk geeft, maar in feite zijn het arbitrair gemaakte keuzes.

### Rekenvoorbeelden
Bij de Olympische Spelen van 1988 in Seoel vestigde Jackie Joyner-Kersee het huidige wereldrecord op de zevenkamp. Daarin sprong ze 7,27 meter ver en dat leverde het hoogste aantal punten op dat ooit in een meerkamp werd behaald. Na invoeren van de a, b en c voor het verspringen van de vrouwen gaat de berekening aldus:
a(M–b)c = 0,188807(727–210)1,41 = 1264,85
De berekende waarde wordt naar beneden afgerond tot een geheel getal en Jackie kreeg dus 1264 punten bijgeteld. Als voorbeeld voor de berekening van de punten voor een loopprestatie wordt de 4.09,07 genomen die Kip Janvrin op de 1500 m liep in 1999 in Aken. Dit is de beste 1500-tijd ooit van een topmeerkamper, toch levert deze 1500 m minder punten op dan topprestaties van tienkampers op de andere tienkamponderdelen. De tijd van Janvrin is voor een tienkamper uitzonderlijk en hij is, als goede loper, dan ook wereldrecordhouder geweest op de twintigkamp, waarin veel gelopen moet worden. De berekening:
a(b–T)c = 0,03768(480–249,07)1,85 = 888,28
Dat wordt naar beneden afgerond tot 888 punten. In de formules en de voorbeelden is te zien dat b staat voor de bodemprestatie, de prestatie die arbitrair gekozen is als nulpunt. Prestaties slechter dan b leveren geen punten meer op.

## Trivia
Jaarlijks wordt een statistisch jaarboek boordevol cijfers uitgebracht, de Annual Combined Events, waarin tot 2010 de beste en slechtste prestaties die in topmeerkampen voorkomen (mannen > 8000 punten, vrouwen > 6000 punten) zijn weergegeven. Deze geven een beeld van de punterverschillen die er op topniveau bestaan bij de verschillende onderdelen.
|           | onderdeel    | beste prestatie | punten | slechtste prestatie | punten |
| --------- | ------------ | --------------- | ------ | ------------------- | ------ |
| tienkamp  | 100 m        | 10,22           | 1042   | 11,77               | 697    |
| tienkamp  | ver          | 8,22            | 1117   | 6,51                | 700    |
| tienkamp  | kogel        | 18,03           | 977    | 11,61               | 583    |
| tienkamp  | hoog         | 2,27            | 1061   | 1,79                | 619    |
| tienkamp  | 400 m        | 45,68           | 1025   | 53,76               | 650    |
| tienkamp  | 110 horden   | 13,47           | 1044   | 16,97               | 627    |
| tienkamp  | discus       | 55,87           | 993    | 33,71               | 538    |
| tienkamp  | polshoog     | 5,70            | 1132   | 3,80                | 562    |
| tienkamp  | speer        | 77,47           | 1004   | 46,48               | 537    |
| tienkamp  | 1500 m       | 4.09,07         | 888    | 5.27,42             | 412    |
| zevenkamp | 100 m horden | 12,54           | 1195   | 15,15               | 822    |
| zevenkamp | hoog         | 2,01            | 1251   | 1,55                | 678    |
| zevenkamp | kogel        | 17,29           | 1015   | 10,12               | 537    |
| zevenkamp | 200 m        | 22,30           | 1150   | 27,03               | 709    |
| zevenkamp | ver          | 7,27            | 1264   | 5,30                | 643    |
| zevenkamp | speer        | 64,64           | 1145   | 25,26               | 387    |
| zevenkamp | 800 m        | 2.01,84         | 1087   | 2.33,27             | 652    |